# سرگئی کریکالف
سرگئی کریکالف (به انگلیسی: Sergei Krikalev) فضانورد اهل کشور روسیه است که در ۲۷ اوت ۱۹۵۸ در لنینگراد (سن پترزبورگ امروزی) زاده شد. وی در مأموریت میر ئی‌او-۴، سایوز تی‌ام-۷، میر ال‌دی-۳، سایوز تی‌ام-۱۲، سایوز تی‌ام-۱۳، اس‌تی‌اس-۶۰، اس‌تی‌اس-۸۸، اکسپدییشن ۱، سایوز تی‌ام-۳۱، اس‌تی‌اس-۱۰۲، اکسپدییشن ۱۱، سایوز تی‌ام‌ای-۶ حضور داشته است.
سرگئی کریکالف طی مأموریت فضایی سوئوز TM-7 به فضا رفت و لقب «آخرین شهروند شوروی» را دریافت کرد. این مأموریت که در تاریخ ۱۸ نوامبر ۱۹۹۱ آغاز شد، به عنوان بخشی از برنامه ایستگاه فضایی میر انجام شد. او به همراه دو فضانورد دیگر (الکساندر لازوتکین و جان بلا) به ایستگاه فضایی فرستاده شد. این مأموریت در زمان فروپاشی اتحاد جماهیر شوروی بود. زمانی که کریکالف در فضا بود، شوروی به‌طور رسمی منحل و به ۱۵ جمهوری مستقل تقسیم شد. با پایان دوران شوروی، مشکلات اقتصادی و مالی فراوانی در روسیه جدید و کشورهای تازه استقلال یافته ایجاد شد و آژانس‌های فضایی شوروی سابق، به شدت با کمبود بودجه روبه‌رو شدند. این کمبود منابع مالی موجب شد که نه تنها عملیات‌های فضایی با تأخیر مواجه شود، بلکه تأمین هزینه‌های بازگشت فضانوردان از جمله کریکالف، دشوار گردد. همچنین در آن زمان فضاپیمای سوئوز که برای بازگشت فضانوردان استفاده می‌شد به دلایل مختلف از جمله کمبود منابع و تجهیزات در دسترس نبود. سوئوز تنها وسیله‌ای بود که قادر به بازگرداندن فضانوردان از ایستگاه فضایی میر به زمین بود و در شرایطی که منابع برای تعمیرات و نگهداری این فضاپیما محدود بود بازگشت کریکالف به تأخیر افتاد و همین امر موجب شد بسیار بیشتر از زمان پیش‌بینی شده در فضا بماند. مأموریت او قرار بود پنج‌ماهه باشد، اما به دلیل مشکلات سیاسی و اقتصادی ذکر شده، او به مدت ۱۰ ماه (۳۱۱ روز) در فضا ماند و سرانجام با کمک آلمان به زمین بازگشت. در سال ۱۹۹۲، زمانی که کریکالف در فضا بود و مشکلات سیاسی و مالی ناشی از فروپاشی شوروی مانع از بازگشت به موقع او می‌شد، آلمان تصمیم گرفت کمک‌های بشردوستانه‌ای به فضانوردان شوروی کند. این کمک‌ها به‌طور خاص شامل ارائه تجهیزات و پشتیبانی فنی برای آماده‌سازی فضاپیمای سوئوز برای بازگشت فضانوردان بود.
لقب «آخرین شهروند شوروی» که به سرگئی کریکالف داده شده، فراتر از یک عنوان ساده است و معنای تاریخی و نمادین عمیقی دارد. این لقب بازتاب‌دهنده رویدادی بی‌سابقه در تاریخ فضانوردی و سیاست جهانی است؛ اینکه یک فضانورد در حالی به فضا فرستاده شد که نماینده یک ابرقدرت به نام اتحاد جماهیر شوروی بود، اما در زمان بازگشت، آن ابرقدرت دیگر وجود نداشت.
بعد از بازگشت سرگئی کریکالف به روسیه، او همچنان به عنوان یک فضانورد و مهندس هوافضا به فعالیت‌های خود ادامه داد. او در پروژه‌های مختلف فضایی مشارکت داشت و به عنوان یکی از برجسته‌ترین مهندسان و فضانوردان روسیه شناخته می‌شد. او همچنان در پروژه‌های فضایی، به ویژه در بخش‌های توسعه فناوری‌های فضایی و ایستگاه فضایی بین‌المللی، به عنوان مشاور و مدیر پروژه فعالیت می‌کند.